# 三宅晴佳
三宅晴佳（4月24日—）是日本的女性聲優，大阪府出身。I'm Enterprise所屬。

## 人物
曾就讀日本播音演技研究所。
憧憬的聲優是植田佳奈。
小學時便想成為聲優，2016年4月從大阪到東京學習聲優的相关事物。

## 演出作品
※粗體字為主要角色。

### 電視動畫
2016年
- GuraP & Rode夫II（女僕）
- 灼熱的桌球娘（女學生1）

2017年
- 徒然喜歡你（神田沙希[4]）
- NEW GAME!!（比賽會場的人們）
- DYNAMIC CHORD（觀眾）
- LoveLive! Sunshine!! 第2期（女學生）

2018年
- citrus（女性）
- 最終休止符 -無止境的螺旋物語-（黃）
- 刀劍神域 Alicization（櫃台服務員）

2019年
- Mysteria Friends（女學生）

## 音樂CD

### 角色歌
| 發售日  | 商品名稱                | 演唱名義               | 歌曲                       | 備註                                        |
| 2018年  | 2018年                  | 2018年                 | 2018年                     | 2018年                                      |
| ------- | ----------------------- | ---------------------- | -------------------------- | ------------------------------------------- |
| 1月31日 | Journey to the Sunshine | Aqours與浦之星的朋友們 | 「勇氣在哪？在你的內心！」 | 電視動畫《LoveLive! Sunshine!!》第2期片尾曲 |

### 组合成员
1. ↑  高海千歌（伊波杏樹）、樱内梨子（逢田梨香子）、松浦果南（諏訪七香）、黑澤黛雅（小宮有紗）、渡邊曜（齊藤朱夏）、津島善子（小林愛香）、國木田花丸（高槻加奈子）、小原鞠莉（鈴木愛奈）、黑澤露比（降幡愛）
2. ↑  高海志满（阿澄佳奈）、高海美渡（伊藤加奈惠）、良美（松田利冴）、树（金元壽子）、睦（芹澤優）、小香菇（麥穗杏菜）、解答者A（山北早纪）、解答者B（千本木彩花）及其他女學生（三宅晴佳、嶺內智美、小松奈生子、岡咲美保、續木友子、小野寺瑠奈、原口祥子、米山明日美、二之宮愛子、樋口桃、木本留美、成岡正江、小田果林、內田愛美、森永多惠子）

## 外部連結
- 事務所官方簡歷（日語）
- 晴晴日和☀︎（页面存档备份，存于）（個人BLOG）（日語）